# Creatura nuda
Creatura nuda è l'album di esordio di Valentina Giovagnini, pubblicato nel marzo del 2002. Il 7 luglio 2015, tramite la sua pagina ufficiale di facebook, è stata ufficializzata la ristampa dell'album.

## Descrizione
Il CD contiene 12 brani, tra cui i singoli Il passo silenzioso della neve, secondo classificato fra le Nuove Proposte al Festival di Sanremo 2002, e Senza origine.
Nel 2015, per volontà dei familiari, l'album è stato ristampato e il ricavato andrà alla onlus intitolata a Valentina.

## Tracce
1. Senza origine – 3:37 (testo: Vincenzo Incenzo – musica: Davide Pinelli)
2. Creatura nuda – 3:33 (testo: Vincenzo Incenzo – musica: Davide Pinelli)
3. Il passo silenzioso della neve – 3:13 (testo: Vincenzo Incenzo – musica: Davide Pinelli)
4. Metamorfosi – 3:08 (testo: Vincenzo Incenzo – musica: Davide Pinelli)
5. Mi fai vivere – 3:55 (testo: Vincenzo Incenzo – musica: Davide Pinelli)
6. Madrigale – 0:50 (testo: Vincenzo Incenzo – musica: Davide Pinelli)
7. Il trono dei pazzi – 2:40 (testo: Vincenzo Incenzo, Valentina Giovagnini – musica: Vincenzo Incenzo, Davide Pinelli)
8. La formula – 3:20 (testo: Vincenzo Incenzo – musica: Davide Pinelli)
9. Accarezzando a piedi nudi l'erba delle colline di Donegal (strumentale) – 1:47 (Davide Pinelli)
10. Libera – 3:17 (testo: Vincenzo Incenzo, Valentina Giovagnini – musica: Vincenzo Incenzo, Davide Pinelli)
11. Dovevo dire di no (il traffico dei sensi) – 3:13 (testo: Vincenzo Incenzo – musica: Davide Pinelli)
12. Senza origine (Allemanda) – 1:13 (testo: Vincenzo Incenzo – musica: Davide Pinelli)

## Classifiche
| Classifica (2002) | Posizione massima |
| ----------------- | ----------------- |
| Italia            | 28                |